# 太田省吾
太田 省吾（おおた しょうご、1939年9月24日 - 2007年7月13日）は、日本の劇作家、演出家。
『水の駅』など、「沈黙劇」と呼ばれる、独特な舞台芸術のジャンルを生み出す。代表作に『小町風伝』（1977年初演。第22回岸田國士戯曲賞受賞）がある。特に『水の駅』、『地の駅』、『風の駅』は沈黙劇三部作と称される。
岸田國士戯曲賞の選考委員(第36回から第49回)などを務めた。またヨン・フォッセの戯曲を日本に紹介し、2004年に『だれか、来る』の演出を手掛けた。

## 生涯・エピソード
中華民国山東省済南市に生まれる。1962年、学習院大学政経学部を中退する。演出助手などを経て、1968年「転形劇場」旗揚げに参加。1970年より劇団主宰となる。
テレビアニメ『あらいぐまラスカル』『トム・ソーヤーの冒険』の脚本も手掛けた。
1988年、「今の演劇の状況が面白くない」と述べて劇団を解散。藤沢市湘南台市民センターの芸術監督に就任する
。近畿大学教授（1994年度 - 1998年度）を経て京都造形芸術大学教授。なお、演出家・杉原邦生は京都造形芸術大学時代の教え子であり、杉原は太田の代表作『更地』『水の駅』を自身の演出で上演している。
2007年7月13日、肺癌による肺炎のため死去。67歳没。

## 著書
- 『飛翔と懸垂（演劇論集）』而立書房、1975年。全国書誌番号:75040680、NCID BN06132994。
- 『小町風伝（戯曲集）』白水社、1978年。全国書誌番号:78020120、NCID BN14028455。
- 『老花夜想（戯曲集）』三一書房、1979年。全国書誌番号:79023373、NCID BN08798108。
- 『裸形の劇場（演劇論集）』而立書房、1980年。全国書誌番号:81001781、NCID BN02589885。
- 『動詞の陰翳（演出手帖）』白水社、1983年。ISBN 4560032254
- 『裸足のフーガ』而立書房、1984年。全国書誌番号:84024268、NCID BN1179652X。
- 『夏/光/家』而立書房、1987年。全国書誌番号:87026350、NCID BN15333068。
- 『劇の希望』筑摩書房、1988年。ISBN 4480871268
- 『舞台の水』五柳書院、1993年。ISBN 4906010598
- 『小町風伝』<リキエスタ>の会、2001年。ISBN 4887521634
- 『なにもかもなくしてみる』五柳書院、2005年。ISBN 4901646087
- 『プロセス（演劇論集）』而立書房、2006年。ISBN 4880593230
- 『太田省吾劇テクスト集(全)』早月堂書房、2007年。ISBN 978-4907838379

## 関連書籍
- 英文による解説書に、ボイド眞理子 『The Aesthetics of Quietude： Ōta Shōgo and theTheatre of Divestiture （静けさの美学 ― 太田省吾と裸形の演劇）』（上智大学出版会、2006年 ISBN 978-4324078860）がある。
- 西堂行人『ゆっくりの美学 大田省吾の劇宇宙』（作品社、2021年、ISBN 978-4-86182-871-3）